# Alphonsea tsangyanensis
Alphonsea tsangyanensis là loài thực vật có hoa thuộc họ Na. Loài này được P.T.Li mô tả khoa học đầu tiên năm 1976.